# Prünst (Rohr)
Prünst (fränkisch: Brinsd) ist ein Gemeindeteil der Gemeinde Rohr im Landkreis Roth (Mittelfranken, Bayern). 0,75 km östlich befindet sich der Weiler Unterprünst, der im 19. Jahrhundert als Ausgründung von Prünst entstand. Unterprünst ist kein amtlich benannter Gemeindeteil. Die Gemarkung Prünst liegt teils auf dem Gemeindegebiet von Rohr, teils auf dem gemeindefreien Gebiet Dechenwald. Sie hat eine Fläche von 14,955 km² und ist in 1389 Flurstücke aufgeteilt, die eine durchschnittliche Fläche von 10766,78 m² haben. In ihr liegen neben dem namensgebenden Ort die Gemeindeteile Dechendorf, Gaulnhofen und Leuzdorf.

## Geographie
Beim Dorf entspringt der Limbach, ein rechter Zufluss der Schwabach. Der Ort ist ringsum von Flurgebieten umgeben: im Südwesten „Altstadel“, im Nordwesten „Haberleite“, im Nordosten „Langstrich“ und im Südosten „Schneckenleite“. Gemeindeverbindungsstraßen führen nach Leuzdorf zur Staatsstraße 2239 (2,2 km nördlich), nach Dechendorf (1,4 km südöstlich), nach Putzenreuth (2 km östlich) und nach Gaulnhofen (1,8 km westlich).

## Geschichte
Prünst entstand während des hochmittelalterlichen Landesausbaus. Der Name leitet sich von Brunst ab, eine alte Bezeichnung für Brandrodung. Im Ort gab es ursprünglich ein ansässiges Rittergeschlecht. Die Herren von Prünst waren wahrscheinlich ein Nebenzweig der Herren von Rohr. Ein im Germanischen Nationalmuseum in Nürnberg aufbewahrter Totenschild von 1410 erinnert an das Geschlecht der Prünsterer.
Im 13. Jahrhundert bestand Prünst aus 7 Ganzhöfen. 1282 wurde der Ort in einer Urkunde als „Brunst“ erstmals erwähnt, in der Ramung IV. von Kammerstein vom Regensburger Emmeramskloster im Ort den Zehnten und zwei Huben zu Lehen bekam. Bereits 1292 gab er dieses Lehen an das Kloster wieder zurück. 1294 kam es zu einem Gütertausch zwischen dem Regensburger und Eichstätter Bischof, wodurch dieses Lehen 1295 an das Spalter Kollegiatstift St. Nikolaus gelangte. Im Jahr 1300 wurde der Ort im Salbuch des Hochstifts Eichstätt als „Brvonst“ erwähnt. Zu dieser Zeit besaß dieses im Ort eine Hube. Daneben war auch die Burggrafschaft Nürnberg, und in deren Nachfolge die Markgrafschaft Ansbach, begütert. Im markgräflichen Salbuch von 1434 wurden als Besitz 5 Güter, 2 Seldengüter und das Hirtenhaus verzeichnet. Im Salbuch von 1530 wurde der Ort als „Windischen Brunst“ aufgelistet, wonach der Ort eine Wendensiedlung wäre. Zu dieser Zeit gab es 12 Anwesen, von denen 9 Anwesen markgräflich waren (4 Höfe, 2 Güter, 1 Lehengut, 1 Drittlehengut und 1 Haus), 2 Höfe nürnbergisch (St. Katharinakloster: 1, Kreß von Kressenstein: 1) und 1 Hof eichstättisch-abenbergisch.
Im Jahre 1732 gab es laut den Oberamtsbeschreibungen von Johann Georg Vetter in Prünst 14 Anwesen, von denen 11 Anwesen dem Kastenamt Schwabach unterstanden, 1 Anwesen dem St. Katharina-Klosteramt, 1 Anwesen dem Nürnberger Eigenherrn von Kreß und 1 Anwesen dem Kastenamt Abenberg.
Gegen Ende des 18. Jahrhunderts gab es in Prünst 16 Anwesen. Das Hochgericht übte das brandenburg-ansbachische Oberamt Schwabach aus. Die Dorf- und Gemeindeherrschaft hatte das Kastenamt Schwabach. Grundherren waren das Kastenamt Schwabach (3 Ganzhöfe, 4 Halbhöfe, 4 Köblergüter, 1 Gut mit Gastwirtschaft, 1 Gütlein mit Schmiede), das Kastenamt Abenberg (1 Dreiviertelhof), das Amt St. Katharina der Reichsstadt Nürnberg (1 Ganzhof) und der Nürnberger Eigenherr Kreß von Kressenstein (1 Ganzhof). Neben den Anwesen gab es noch kommunale Gebäude (Hirtenhaus, Schäferhaus).
Von 1797 bis 1808 unterstand der Ort dem Justiz- und Kammeramt Schwabach. 1802 gab es im Ort 17 Anwesen.
Im Jahre 1806 kam Prünst an das Königreich Bayern. Im Rahmen des Gemeindeedikts wurde 1808 der Steuerdistrikt Rohr, II. Sektion gebildet, zu dem Dechendorf, Gaulnhofen, Leuzdorf und Prünst gehörten. 1818 entstand die Ruralgemeinde Prünst, die deckungsgleich mit dem Steuerdistrikt war. Sie war in Verwaltung und Gerichtsbarkeit dem Landgericht Schwabach zugeordnet und in der Finanzverwaltung dem Rentamt Schwabach (1919 in Finanzamt Schwabach umbenannt). Ab 1862 gehörte Prünst zum Bezirksamt Schwabach (1939 in Landkreis Schwabach umbenannt). Die Gerichtsbarkeit blieb beim Landgericht Schwabach (1879 in Amtsgericht Schwabach umbenannt). Die Gemeinde hatte ursprünglich eine Gebietsfläche von 14,939 km² 1960 wurde ein Gebiet von ungefähr 1 km² an die neu gebildete Gemeinde Volkersgau abgetreten, so dass sich die Gebietsfläche auf 13,228 km² verringerte.
Am 1. Mai 1978 wurde im Zuge der Gebietsreform in Bayern die Gemeinde Prünst in die Gemeinde Rohr eingegliedert.

### Baudenkmal
- Prünster Dorfstr. 8: Bauernhof[19]

### Einwohnerentwicklung
Gemeinde Prünst
| Jahr      | 1818   | 1840   | 1852   | 1855   | 1861   | 1867   | 1871   | 1875   | 1880   | 1885   | 1890   | 1895   | 1900   | 1905   | 1910   | 1919   | 1925   | 1933   | 1939   | 1946   | 1950   | 1952   | 1961   | 1970   |
| Einwohner | 358    | 358    | 428    | 447    | 436    | 420    | 418    | 396    | 387    | 369    | 359    | 370    | 363    | 361    | 360    | 366    | 383    | 402    | 348    | 484    | 479    | 428    | 327    | 375    |
| Häuser    | 52     | 54     |        |        |        |        | 71     |        |        | 69     | 68     |        | 69     |        |        |        | 69     |        |        |        | 70     |        | 72     |        |
| Quelle    | [ 21 ] | [ 22 ] | [ 23 ] | [ 23 ] | [ 24 ] | [ 25 ] | [ 26 ] | [ 27 ] | [ 28 ] | [ 29 ] | [ 30 ] | [ 23 ] | [ 31 ] | [ 23 ] | [ 32 ] | [ 23 ] | [ 33 ] | [ 23 ] | [ 23 ] | [ 23 ] | [ 15 ] | [ 23 ] | [ 16 ] | [ 34 ] |

Ort Prünst
| Jahr      | 001818 | 001840 | 001861 | 001871 | 001885 | 001900 | 001925 | 001950 | 001961 | 001970 | 001987 |
| Einwohner | 139    | 128    | 140    | 140    | 125    | 129    | 126    | 180    | 108    | 138    | 121    |
| Häuser    | 19     | 19     |        |        | 22     | 22     | 23     | 23     | 25     |        | 34     |
| Quelle    | [ 21 ] | [ 22 ] | [ 24 ] | [ 26 ] | [ 29 ] | [ 31 ] | [ 33 ] | [ 15 ] | [ 16 ] | [ 34 ] | [ 1 ]  |

## Religion
Der Ort ist seit der Reformation evangelisch-lutherisch geprägt und bis heute nach St. Emmeram (Rohr) gepfarrt. Die Katholiken sind nach St. Sebald (Schwabach) gepfarrt.